# Orthosia conjuncta
Orthosia conjuncta là một loài bướm đêm trong họ Noctuidae.